# 卡茲盧魯達
卡茲盧魯達（讀音ⓘ）是立陶宛馬里揚波萊縣的城市，位於馬里揚波萊以北27公里，海拔高度95米，市內的天主教教堂在1924年至1925年興建，2010年人口6,950。